# Enino

Un enino coniugato.

Un enino è un composto chimico dotato di un doppio legame tra atomi di carbonio (come negli alcheni) e un triplo legame C-C (come negli alchini). Il nome, dunque, deriva dalla contrazione delle desinenze -ene e -ino. Se il doppio e il triplo legame sono coniugati si parla di enino coniugato.
L'enino più semplice di tutti è il vinilacetilene.